# Socjalizm rewolucyjny
Socjalizm rewolucyjny – termin odnoszący się do tendencji w socjalizmie opowiadających się za nagłą i fundamentalną zmianą społeczną, np. rewolucją, jako strategią osiągnięcia socjalistycznego społeczeństwa. Jako przeciwieństwo tego terminu używany jest reformizm.
Historycznie fraza ta była używana przez członków lewego skrzydła Drugiej Międzynarodówki – w skład którego wchodzili m.in. Włodzimierz Lenin, Karl Liebknecht i Róża Luksemburg, którzy pragnęli odróżnić się od rewizjonistów, czyli socjalistów ewolucyjnych, takich jak Eduard Bernstein. Socjalizm rewolucyjny stał się szeroko identyfikowany z komunizmem po wybuchu rewolucji październikowej w 1917 i założeniu Trzeciej Międzynarodówki.
Również niektórzy rewolucjoniści nie nawiązujący do tradycji marksistowskiej, tacy jak socjaliści libertariarni i anarchiści określali się jako rewolucyjni socjaliści.